# Trügleben
Trügleben é uma vila e antigo município da Alemanha localizado no distrito de Gota, estado da Turíngia.  Pertencia ao verwaltungsgemeinschaft de Hörsel. Desde 1 de janeiro de 2011 é parte do município de Hörsel.